# ثنائي بنزويل الهيدرازين
ثنائي بنزويل الهيدرازين هو مركب كيميائي اصطناعي له الصيغة الكيميائية C14H12N2O2، ويُستخدم كمبيد للآفات.
يُعرف مركب ثنائي بنزويل الهيدرازين أحيانًا باسم أمين حمض البنزويك، ويتشابه في بنيته الهيكلية مع مركبات البنزويل، والبيروكسايد، والتريكاربان، والإيزوكاربوكسازيد، والهيدرازين.

## لمحة تاريخية
طور الكيميائي مايكل سي لورانس وزملاؤه في هيئة البحوث الأسترالية مركب ثنائي بنزويل الهيدرازين، وحصلوا على براءة اختراعه في 9 ديسمبر 2004.
كان المركب معروفًا منذ عام 1991 كمكون لعدد من المركبات التي أظهرت نشاطًا فعالًا في مكافحة الآفات التي تنتمي إلى رتبة حرشفيات الأجنحة، ورتبة غمدية الأجنحة، ورتبة نصفيات الأجنحة.
اختبر خليط من المركبات يحتوي على ثنائي بنزويل الهيدرازين في عام 2013، وأظهر نتائج واعدة في مكافحة يرقات الأنوفيلة الغامبية، وهو الناقل الرئيسي لداء ملاريا البشري.
تُعتبر مُركبات مثل تيبوفينوزيد، وميثوكسي فينوزيد، وهالوفينوزيد هي أنواع تجارية من مركب ثنائي بنزويل الهيدرازين.